# 相父諸葛介
相父諸葛介（学名：Chukocythere hsiangfui）为粗面介科諸葛介屬下的一个种。